# 二黒土星
| 四 | 九 | 二 |
| 三 | 五 | 七 |
| 八 | 一 | 六 |

| 一 | 六 | 八 |
| 九 | 二 | 四 |
| 五 | 七 | 三 |

二黒土星（じこくどせい）とは、暦、占いに用いられる九星の一つ。
九星では土に属するものには他に五黄土星と八白土星があるが、二黒土星は、土としては平らな土地や田畑の土を表すという。

## 属性
- 五行 - 土
- 八卦 - 坤
- 十干 - 戊、己
- 十二支 - 未、申
- 季節 - 土用
- 方位 - 南西
- 月 - 7月、8月
- 時間 - 13時～17時
- 数 - 五、十
- 色 - 黄色
- 味 - 甘味

## 象意
- 勤勉、従順、謙遜、古い、遅延、地味
- 大衆、庶民、土地、集合、四角、布団、甘い物、老婆，母親

## 他の星との関係（相性）
- 相生 - 六白金星（土生金）、七赤金星（土生金）、九紫火星（火生土）
- 相克 - 一白水星（土剋水）、三碧木星（木剋土）、四緑木星（木剋土）
- 比和 - 二黒土星、五黄土星、八白土星

## 二黒土星の（中宮になる）年
西暦年を9で割って割り切れる年が二黒土星の年となる。
‥‥- 1935年 - 1944年 - 1953年 - 1962年 - 1971年 - 1980年 - 1989年 - 1998年 - 2007年 - 2016年 - 2025年 - 2034年 - 2043年 - 2052年 - 2061年 - 2070年 - ‥‥